# Charles Sumner Tainter

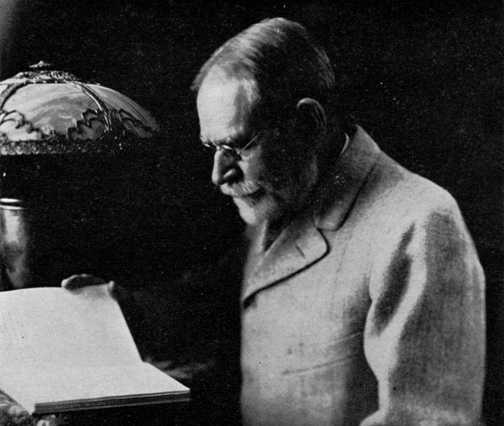
Charles Sumner Tainter

Charles Sumner Tainter (* 25. April 1854 in Watertown, Massachusetts; † 20. April 1940 in San Diego, Kalifornien) war ein amerikanischer Instrumentenbauer, Ingenieur und Erfinder, welcher in Zusammenarbeit mit Alexander Graham Bell und Chichester Alexander Bell signifikante Verbesserungen an dem von Thomas Alva Edison erfundenen Phonographen vornahm und als einer der Väter des Graphophons gilt.

## Leben

### Frühe Jahre
Charles Summer Tainter wurde am 25. April 1854 als Sohn von Abigail und Georg Tainter, selbst ein Erfinder und Inhaber diverser Patente, in Watertown, Massachusetts geboren. Er besuchte die dortige öffentliche Schule ohne große Begeisterung und begann, nach deren Beendigung, sich in jenen Bereichen selbst zu bilden, welche ihm am interessantesten erschienen. Hierzu besuchte Tainter die örtliche Bibliothek und begann dort die vorhandene technische Literatur zu studieren. Insbesondere die populärwissenschaftliche Zeitschrift Scientific American habe ihn, laut seinen Memoiren, dahingehend beeinflusst, seine Gedanken in eine mechanisch wissenschaftliche Richtung zu lenken.
Im Jahre 1870 begann Tainter seine berufliche Karriere, bei einer von Charles Williams Jr. geführten Unternehmung aus Boston, welche elektrische Apparaturen und Telefone herstellte. Zwei Jahre später wechselte er zu einem weiteren in Boston beheimateten Betrieb, indem er bis zum Jahre 1873 verblieb, um nach dessen Schließung, eine Anstellung bei Alvan Clark and Sons anzunehmen, einem bekannten Hersteller von optischen Instrumenten und Teleskopen aus Cambridge, Massachusetts. Innerhalb seiner fünfjährigen Tätigkeit für jenes Unternehmen unterstützte Tainter unter anderem den Bau des United States Naval Observatory in Washington, D.C. und entwickelte für eine Expedition der US-amerikanischen Regierung, die es sich zum Ziel gesetzt hatte, den Transit der Venus am 8. Dezember 1874 im Südpazifik zu beobachten, diverse Forschungsgerätschaften.
Vier Jahre später, 1878 gründete Tainter sein eigenes Unternehmen in Cambridge, um mit dem Bau wissenschaftlicher Instrumente zu beginnen. Die Offerte von Alexander Graham Bell, dessen Bekanntschaft er zuvor gemacht hatte, als er für diesen elektrischen Apparat herstellte, annehmend zog Tainter 1879 nach Washington, D.C., um dort gemeinschaftlich mit diesem ein kleines Forschungslabor aus der Taufe zu heben und sich fortan mit dem edisonschen „Zinnfolien-Phonographen“, im Englischen Tin Foil Phonograph, zu beschäftigen, nachdem ihm und Bell, von dessen Schwiegervater Gardiner Greene Hubbard, ein solches Gerät für experimentelle Zwecke zur Verfügung gestellt worden war. Ebenso begann Tainter sich der telefonischen Signalübertragung mittels Licht zu widmen, in dessen Folge das Photophon 1880 erstmals getestet werden konnte. Dieses erlangte, nach diversen Veröffentlichungen in der Presse, die im Zusammenhang mit der Erfindung des Telefons standen, einen recht hohen Bekanntheitsgrad. Im gleichen Jahr wurde der Tainter nahestehende Bell für die Erfindung des Telefons seitens der französische Académie des sciences mit dem Volta-Preis ausgezeichnet, aus dem die Volta Laboratory Association hervorging, die sich der Entwicklung des Graphophons widmet.

#### Graphophon
Es gelang das Graphophon in erheblichen Umfang zu verbessern und weiterführende Erfindungen, für jene Tainter eigene und gemeinschaftliche Patente zuerkannt bekam, herbeizuführen, welche die Sprechmaschinenindustrie für die Zukunft prägen sollten. Des Weiteren ging aus den Forschungstätigkeiten das Graphophon hervor, der erste kommerziell nutzbare Walzenspieler.

### Späte Jahre
Tainter, der weiterhin in Washington, D.C. lebte und an der Fortentwicklung des Graphophons arbeitete, um dieses unter anderem als Diktiergerät einer kommerziellen Nutzung zuzuführen, heiratete im Jahr 1886 Lila R. Munro und beteiligte sich in den darauf folgenden Jahren an diversen Unternehmungen, die sich mit der Herstellung und dem Vertrieb verschiedener Gerätetypen des Graphophons widmeten. Hierunter fielen beispielsweise die Volta Graphophone Company, später American Graphophone Company, und die International Graphophone Company, welche Tainter im Jahr 1889 während einer Reise nach Europa gründete, um den Ordre des Palmes Académiques der französischen Regierung auf der Weltausstellung 1889 in Paris für die Erfindung des Graphophons entgegenzunehmen.
Nach seiner Rückkehr aus Europa und weiteren Entwicklungsarbeiten am Graphophon bereiteten ihm die Folgebeschwerden einer Pneumonie, die er sich im Jahre 1888 während des Aufbaus der Produktionsstätte der American Graphophone Company zugezogen hatte, erneut Probleme. Trotz dieser widrigen Umstände gelang es Tainter einhundert Graphophone für die Ausstellung Chicago World Fair im Jahr 1893 zu fertigen und auszustellen. Aus gesundheitlichen Gründen begann Tainter nunmehr entlang des Mittelmeerraumes, Kanada und Alaska zu reisen, um seinen Gesundheitszustand zu verbessern. Nach einem Brand im Jahr 1897, der sein Laboratorium zerstört, arbeitete er, um eines seiner letzten Patente zu vervollständigen, von seinem Zuhause aus, in Washington D.C., an diesem weiter, nebenbei die verschiedensten Sanatorien besuchend auf der Suche nach Linderung seiner Beschwerden.
Im Jahre 1903 zogen Tainter und seine Frau nach San Diego in Kalifornien, wo diese 1924 verschied und Tainter vier Jahre nach deren Ableben 1928 Laura F. Onderdonk ehelichte. Nach diversen Ehrungen für sein Lebenswerk, so unter anderem auf der Panama-Pacific International Exposition in San Francisco, starb Charles Sumner Tainter im Alter von 86 Jahren am 20. April 1940 in seiner Wahlheimat San Diego, Kalifornien.

## Leistungen
Charles Sumner Tainter gilt gemeinsam mit Alexander Graham Bell und dessen Cousin Chichester A. Bell als einer der Väter des Graphophons, da er an dessen Entwicklung maßgeblich beteiligt war. Gleiches gilt für die Spezialisierung des Graphophons hin zu einem Diktiergerät, welches später zur Miete und zum Kauf angeboten wurde. Des Weiteren ist Tainter für die Verbesserung der Aufnahme- und Wiedergabequalität von Sprechmaschinen verantwortlich. Er entwickelte die erste Wachswalze, welche in der Lage war, den abgegebenen Schall vollständig in den Tonträger zu schreiben.

## Patente
| Patentnummer | Patentname                                                         | Eingetragen | Veröffentlicht | Patentinhaber                                                        |
| ------------ | ------------------------------------------------------------------ | ----------- | -------------- | -------------------------------------------------------------------- |
| US-235496    | Photophone Transmitter                                             | 1880        | 1880           | Alexander Graham Bell und Charles Sumner Tainter                     |
| US-235497    | Selenium Cells                                                     | 1880        | 1880           | Alexander Graham Bell und Charles Sumner Tainter                     |
| US-235616    | Process Of Treating Selenium To Increase Its Electric Conductivity | 1880        | 1880           | Alexander Graham Bell und Charles Sumner Tainter                     |
| US-241909    | Photophonio Receiver                                               | 1881        | 1881           | Alexander Graham Bell und Charles Sumner Tainter                     |
| US-336173    | Telephone Transmitter                                              | 1885        | 1886           | Charles Sumner Tainter                                               |
| US-341212    | Reproducing Sounds from Phonograph Records                         | 1885        | 1886           | Alexander Graham Bell, Chichester A. Bell und Charles Sumner Tainter |
| US-341213    | Transmitting and recording sounds by radiant energy                | 1884        | 1886           | Alexander Graham Bell, Chichester A. Bell und Charles Sumner Tainter |
| US-341214    | Recording and Reproducing Speech and Other Sounds                  | 1885        | 1886           | Chichester A. Bell und Charles Sumner Tainter                        |
| US-341288    | Apparatus for Recording and Reproducing Sounds                     | 1885        | 1886           | Charles Sumner Tainter                                               |
| US-374133    | Paper Cylinder for Graphophonic Records                            | 1887        | 1887           | Charles Sumner Tainter                                               |
| US-375579    | Apparatus for Recording and Reproducing Speech and Other Sounds    | 1887        | 1887           | Charles Sumner Tainter                                               |
| US-380535    | Graphophone                                                        | 1887        | 1888           | Charles Sumner Tainter                                               |
| US-421450    | Graphophone Tablet                                                 | 1887        | 1890           | Charles Sumner Tainter                                               |
| US-428646    | Machine for the Manufacture of Wax-coated Tablets for Graphophones | 1889        | 1890           | Charles Sumner Tainter                                               |

## Auszeichnungen und Ehrungen
- 1881: Auszeichnung in Gold während der Internationalen Elektrizitätsausstellung 1881 in Paris, für seine Mitwirkung an der Entwicklung des Photophons, gemeinschaftlich mit Alexander Graham Bell.
- 1889: Ernennung zum Officier de l’Instruction publique durch die französische Regierung, für die Weiterentwicklung des Phonographen.
- 1900: Auszeichnung mit dem John Scott Award der Stadt Philadelphia, für die Weiterentwicklung des Graphophons, gemeinsam mit Charles Sumner Tainter.
- 1915: Auszeichnung in Gold während der Panama-Pacific International Exposition in San Francisco, für seine Arbeiten bezüglich des Graphophons.